# پیشانه آراف

نمودار بلوک گیرنده سوپرهترودین. قسمت پیشانهٔ آراف از اجزایی در چپ به رنگ قرمز تشکیل شده‌است.

در مدار گیرنده رادیویی، قسمت پیشانهٔ آراف اصطلاحی عمومی برای تمام مدارهای بین ورودی آنتن گیرنده تا طبقه مخلوط‌کننده است. این شامل تمام اجزای موجود در گیرنده است که سیگنال را در فرکانس رادیویی ورودی اصلی (RF) پردازش می‌کنند، قبل از اینکه به یک فرکانس میانی (IF) کمتر تبدیل شود. در گیرنده‌های مایکروویو و ماهواره‌ای اغلب آن را مبدل رو به پایین با طبقه کم-نویز (LNB) می‌نامند و غالباً در آنتن قرار دارد، بنابراین سیگنال آنتن با فرکانس میانی با سهولت بیشتری به بقیه گیرنده منتقل می‌شود.
برای بیشتر معماری‌های سوپرهترودین، قسمت پیشانهٔ آراف شامل:
- یک فیلتر میان‌گذر (BPF) برای کاهش پاسخ تصویر. با این کار هر سیگنال در فرکانس تصویر حذف می‌شود، که در غیر این صورت با سیگنال مورد نظر تداخل ایجاد می‌کند. همچنین از اشباع طبقه ورودی ناشی از سیگنال‌های قوی خارج از باند، جلوگیری می‌کند.
- تقویت‌کننده آراف که اغلب تقویت‌کننده با نویز پایین (LNA) نامیده می‌شود. وظیفه اصلی آن افزایش حساسیت گیرنده توسط تقویت سیگنال‌های ضعیف بدون آلایش آنها به نویز است، به طوری که آنها می‌توانند در طبقه بعدی، بالاتر از سطح نویز باقی بمانند.
- یک نوسان‌ساز محلی (LO) که سیگنال فرکانس رادیویی را با آفستی از سیگنال ورودی تولید می‌کند که با سیگنال ورودی مخلوط می‌شود.
- مخلوط‌کننده، سیگنال ورودی را با سیگنال نوسان‌ساز محلی مخلوط می‌کند تا آن سیگنال آمده را به فرکانس میانی (IF) تبدیل کند.

در گیرنده‌های دیجیتال، به ویژه در دستگاه‌های بی‌سیم مانند تلفن‌های همراه و گیرنده‌های وایفای، فرکانس-میانی آنها دیجیتالی می‌شود. در این نوع گیرنده‌ها، قسمت پیشانهٔ آراف به عنوان همه چیز از آنتن گرفته تا مبدل آنالوگ به دیجیتال (ADC) تعریف می‌شود که سیگنال را دیجیتالی می‌کند.